# نبرد تاکاجو
نبرد تاکاجو (انگلیسی: Battle of Takajō) اولین نبرد در مبارزات تویوتومی هیده‌یوشی برای به دست گرفتن کنترل کیوشو در طی لشکرکشی کیوشو در دوره سنگوکو بود.
برادر ناتنی هیده‌یوشی، تویوتومی هیده‌ناگا ۹۰٬۰۰۰ مرد را هدایت کرد و در نزدیکی تاکاجا (قلعه تاکا) مستقر شد. در طی چند سال گذشته، خاندان شیمازو از ولایت ساتسوما در سراسر جزیره گسترش یافته بود و خاندان اوتومو قلعه فونای را تصرف کرده بود. با این کار، آنها به یک قدرت قابل توجه در منطقه تبدیل شده بودند و برتری هیده‌یوشی را بر ژاپن تهدید می‌کردند. نیروهای هیده‌ناگا شیمازو را فراتر از تاکاجی تعقیب کردند و شروع به محاصره قلعه کردند. شیمازو ایه‌هیسا سپس نیروی ۲۰ هزار نفری خود را چرخاند و با یک گروهان ۱۵۰۰۰ جنگجوی تویوتومی درگیر شد. سه هزار مبارز شیمازو استحکامات محاصره‌کنندگان را برچیدند و آنها را به اندازه کافی حواسشان را پرت کردند تا حمله سواره نظام را انجام دهند. با این حال، آنها سپس خود را در محاصره ۱۵۰۰ رزمنده تویوتومی دیدند که همه تلاش خود را کردند تا نیروی بیشتری را در عقب شیمازو نشان دهند و فرار خود را قطع کنند. شیمازو با جنگیدن از طریق نیروهای تویوتومی، عقب‌نشینی کرد و تاکاجی و مناطق اطراف آن را به هیده‌ناگا واگذار کرد.